# Zastava Rotterdama
Zastava Rotterdama je zastava nizozemskog lučkog grada Rotterdama. Riječ je o horizontalnoj trobojnici koja se sastoji od zelene, bijele i zelene boje. Riječ je o bojama grada još iz srednjeg vijeka gdje bijela boja simbolizira lokalnu rijeku Rotte. Prijašnja povijesna zastava je gotovo identična ali je riječ o osmobojnici sa zelenim i bijelim linijama u nizu.
Zastava je službeno usvojena 10. veljače 1949.